# SPICE (東武百貨店)
SPICE（スパイス）とは、東武百貨店池袋店11階〜15階及び船橋店7・8階と、東武宇都宮百貨店宇都宮店8階に入店するレストラン街のことである。

## 池袋店
本館のSPICE、プラザ館のSPICE2の両館合わせて51店舗の日本国内最大規模のレストラン街となっている。
フロア毎に営業時間・ラストオーダー時間が異なる。
2015年5月29日から2016年にかけて25億円を投じ、リニューアル工事を行っている。
各フロアの店舗は次の通り。

### SPICE

#### 11階 (Cafe&Dining)
2016年2月26日にリニューアルオープン。

営業時間：11:00～22:00 ※ラストオーダーは閉店の30分前。
- BUFFET RESTAURANT SUPREME（シュプリーム）（ビュッフェレストラン）※新業態
- ベーカリーレストラン　サンマルク（洋食）
- サイアム　セラドン（タイ料理）
- ホノルルコーヒー　ダイナー（ハワイアンカフェ）
- TOSHI STYLE（創作カフェ・レストラン）※新業態
- Old Manhattan（ハンバーグ・ステーキ）
- 回転寿し　トリトン（回転寿司）※池袋エリア初
- つくみ（和食）
- Napule（イタリア料理）

#### 12階
リニューアルに伴い、2016年2月下旬（予定）まで改装工事中。

#### 13階
リニューアルに伴い、2016年1月中旬（予定）まで改装工事中。

#### 14階 (Bar&Dining)
2015年10月15日（焼肉チャンピオンは10月27日）にリニューアルオープン。
営業時間：11時～23時(日曜/11時～22時) ※ラストオーダーは閉店の1時間前。
- 蟻月（博多もつ鍋・水炊き）※池袋エリア初
- 焼肉チャンピオン（焼肉）※池袋エリア初
- KITCHEN GRIP（創作イタリアン）※新業態
- BIKiNi medi（スペインバル）※池袋エリア初
- 鶏乃物語（焼鳥・ワイン・釜飯）※新業態
- 東武バンケットホール（バンケットホール）
- 御影蔵（灘の酒と和食）※池袋エリア初

#### 15階 (Premium Dining)
14階と同様、2015年10月15日にリニューアルオープン。
営業時間：11時～23時(日曜/11時～22時)※ラストオーダーは閉店の1時間半前。
※たかの友梨ビューティークリニックのみ、11時～21時(日曜・祝日/11時～20時)。
- パリの朝市（フランス料理）
- 美濃吉（京懐石）
- 人形町今半（すき焼き・しゃぶしゃぶ）※池袋エリア初
- 華湘（かしょう）（中国湖南料理）
- たかの友梨 ビューティークリニック（エステサロン）

#### 16階・17階
16階は夏季限定でビアガーデンが開催される。(2015年は開催されなかった。)
かつて17階に「トップ・オブ・トーブ」というカフェレストラン&パブが存在したが現在は営業していない。

### SPICE2
SPICE1とは別館（1992年にオープン）。4店が入居している。池袋西口駅前（メトロポリタン口）、徒歩30秒。営業時間は公式サイトでご確認のこと。2階以上の窓際席からは、西口駅前公園の綺麗な緑や景色が観え、夜景も堪能できる。

#### B1階
- いけす懐石「築地竹若」

#### 1階
- カフェ＆ベニエ 「カフェデュモンド」

#### 2階
- 手作りピザとパスタの店 〜カフェイタリアンレストラン〜「マイアミ ヴィッラ」

#### 3階
- メキシコ料理 「エルトリート」池袋西口店

## 船橋店
船橋店は7・8階の2フロアで、7階に15店舗、8階に1店舗が入店している。
営業時間はすべて11時〜22時である。

### 7階
- 不二家レストラン
- カレー＆喫茶 サロン ド チャイ
- ゆであげのスパゲッティー 洋麺屋五右衛門
- お好み焼き専門店 こてがえし
- 寿司 築地玉寿司
- とんかつ いなば和幸
- 牛たん・和牛焼き専門店 青葉
- パスタ＆ケーキ ダッキーダックキッチン
- うなぎ・和食 味乃宮川
- 日本そば 永坂更科 布屋田兵衛
- 季節の天ぷら 銀座ハゲ天
- 串揚げ専門店 KUSHIハゲ天
- 中華・小籠包専門店 南翔饅頭店
- 洋食 上野精養軒
- 日本料理 旬膳 田や

### 8階
- 湯葉と豆腐の店 梅の花 - こちらのSPICE向けエレベーターは2台であり、百貨店と共用のためB1から8階まで利用階に停止する。1階の乗り場は船橋駅とつながっているため非常にわかりやすくなっている。百貨店が閉店する20時30分（日曜日は19時30分）からは1階←直通→7・8階の運転となる。

なお船橋店8階にもカフェレストラン&パブの「トップ・オブ・トーブ」が存在していたがすでに閉店している（当時は6〜8階が飲食店街だった）。

## 宇都宮店
宇都宮店の8階に6店舗が入店している。2013年4月24日オープン。
営業時間はすべて11時～21時30分である。（ラストオーダーは21時）
- ザ・キッチン 銀座ライオン
- 和食 月山 鮨処 明日香
- 台湾小籠包・点心 上福樓
- 永坂更科 布屋太兵衛
- こだわりとんかつ あぢま
- 宇都宮餃子会　来らっせ